# Seibel
Seibel é um termo genérico que designa várias castas de uva criadas pelo médico e vitivinicultor Albert Seibel no fim do século XIX, na França, a partir de castas europeias e americanas.

## História
A intenção de Albert Seibel era criar variedades de uva resistentes à filoxera, praga de origem americana que dizimou os vinhedos mundiais na segunda metade do século XIX. Com esta finalidade em mente, Seibel criou mais de quinhentas variedades de uvas seibel, designadas pelo nome "seibel" acompanhado de um número. Da França, a casta se disseminou para o Brasil, o Japão, a Inglaterra, a Nova Zelândia e o Canadá. 

## Descrição
Os vinhos produzidos a partir das uvas seibel são considerados simples, saborosos e baratos. Atualmente, o Japão se notabiliza na produção de vinhos a partir desta casta de uva.  